# گری کولیبالی
گری کولیبالی (انگلیسی: Gary Coulibaly؛ زادهٔ ۳۰ مارس ۱۹۸۶) بازیکن فوتبال اهل فرانسه است.
از باشگاه‌هایی که در آن بازی کرده‌است می‌توان به باشگاه فوتبال باستیا، آ.اس موناکو، و باشگاه فوتبال آژاکسیو اشاره کرد.
وی همچنین در تیم‌های ملی فوتبال زیر ۲۰ سال فرانسه و Corsica national football team بازی کرده‌است.